# Мегома, Джейден
Джейден Аде Триндаде Мегома (англ. Jayden Ade Trindade Meghoma; родился 28 июня 2006) — английский футболист, левый защитник клуба «Брентфорд», выступающий на правах аренды за «Рейнджерс».

## Клубная карьера
Воспитанник клуба «Тоттенхэм Хотспур», в 2022 году Джейден Мегома присоединился к академии «Саутгемптона» и в июле 2023 года подписал свой первый профессиональный контракт до 2025 года. 8 августа 2023 года дебютировал за основную команду клуба, выйдя в стартовом составе на матч Кубка лиги против «Джиллингема». 30 августа 2024 года Мегома присоединился к «Брентфорду», за который впервые сыграл 17 сентября 2024 года, начав с первых минут матч против клуба «Лейтон Ориент». 15 декабря 2024 года Джейден дебютировал в Премьер-лиге, выйдя на замену в матче против «Челси».

## Карьера в сборной
Выступал за сборные Англии до 15, до 16, до 17, до 18 и до 19 лет.